# Dilip Joshi
Dilip Joshi, né le 26 mai 1968 à Gosa, au Gujarat, est un acteur du cinéma indien et de télévision. Il a joué dans plusieurs films et séries télévisées indiens. Joshi a surtout joué des rôles comiques et il est surtout connu pour son rôle de Jethalal Gada dans la sitcom indienne Taarak Mehta Ka Ooltah Chashmah (en).

## Filmographie
| Année | Film                        | Rôle                        |
| ----- | --------------------------- | --------------------------- |
| 1989  | Maine Pyar Kiya (en)        | Ramu                        |
| 1992  | Hun Hunshi Hunshilal        | Hunshilal                   |
| 1994  | Hum Aapke Hain Koun..!      | Bhola Prasad                |
| 1996  | Yash (en)                   | Gopi                        |
| 1998  | Sar Aakhon Par              | Sunday                      |
| 2000  | Phir Bhi Dil Hai Hindustani | Sapney                      |
| 2000  | Khiladi 420 (en)            | Arora                       |
| 2001  | One 2 Ka 4                  | Champak                     |
| 2002  | Humraaz                     | Gauri Shankar               |
| 2002  | Dil Hai Tumhaara            | Factory CEO                 |
|       | Kya Dil Ne Kahaa            | Ami de Rahul                |
| 2008  | Firaaq                      | Deven                       |
| 2008  | Don Muthu Swami (en)        | Fikarchand                  |
| 2009  | Dhoondte Reh Jaaoge (en)    | Mama Nautanki (réalisateur) |
| 2009  | What's Your Raashee? (en)   | Jitubhai                    |